# Northern Superchargers
Die Northern Superchargers sind ein englisches Cricket-Franchise aus Leeds, das seit dem Jahr 2021 mit einem Männer- und einem Frauen-Team an The Hundred teilnimmt.

## Geschichte
Nach der Verkündung der Teilnahme der Teams an The Hundred im Jahr 2019 wurde der Australier Darren Lehmann als Coach des Männer-Teams und die Engländerin Danielle Hazell als Coach des Frauen-Teams vorgestellt. Als assoziierte Countys wurden Durham und Yorkshire bekanntgegeben. Als Kapitäne wurden zunächst Aaron Finch und Lauren Winfield-Hill bestimmt. In den ersten beiden Saisons konnte sich weder das Männer- noch das Frauen-Team für die Playoffs qualifizieren. In der Saison 2023 erreichte das Frauen-Team den zweiten Platz in der Vorrunde. Im Halbfinale zog man nach Abbruch des Spiels gegen Welsh Fire ins Finale ein, da man die bessere Vorrundenposition erreicht hatte. Im Finale unterlag das Team gegen die Southern Brave mit 34 Runs. In der Saison 2024 schieden abermals beide Teams in der Vorrunde aus.

## Abschneiden in The Hundred

### Frauen
Das Frauen-Team schnitt in The Hundred wie folgt ab:
| Jahr | Spiele | Siege | Niederlagen | No Result | Endplatzierung (Vorrunde) |
| ---- | ------ | ----- | ----------- | --------- | ------------------------- |
| 2021 | 8      | 3     | 4           | 1         | Vorrunde (6/8)            |
| 2022 | 6      | 3     | 3           | 0         | Vorrunde (5/8)            |
| 2023 | 8      | 6     | 2           | 0         | Zweiter (2/8)             |
| 2024 | 8      | 3     | 3           | 1         | Vorrunde (4/8)            |

### Männer
Das Männer-Team schnitt in The Hundred wie folgt ab:
| Jahr | Spiele | Siege | Niederlagen | No Result | Endplatzierung (Vorrunde) |
| ---- | ------ | ----- | ----------- | --------- | ------------------------- |
| 2021 | 8      | 3     | 4           | 1         | Vorrunde (5/8)            |
| 2022 | 8      | 4     | 4           | 0         | Vorrunde (6/8)            |
| 2023 | 8      | 2     | 5           | 1         | Vorrunde (8/8)            |
| 2024 | 8      | 5     | 2           | 1         | Vorrunde (4/8)            |